# RG-42
La RG-42 (acrónimo en ruso de Ручная Граната образца 42 года, granada de mano Modelo 1942) era una granada de fragmentación soviética diseñada por S. G. Korshunov.

## Historia
Entró en servicio durante la Segunda Guerra Mundial desde 1942, como una medida de emergencia para reemplazar a la compleja granada RGD-33. Después de la guerra continuó en servicio en la Unión Soviética y los países del Pacto de Varsovia, hasta que fue reemplazada en 1954 por la granada RGD-5. Los lotes restantes fueron conservados como armamento de emergencia, ayuda militar o para su venta al extranjero. Finalmente fueron destruidos en la década de 1980, debido a que el deterioro de su carga explosiva de trinitrotolueno las había vuelto inestables.
También fue fabricada en China, con la designación Tipo 42.   

## Descripción

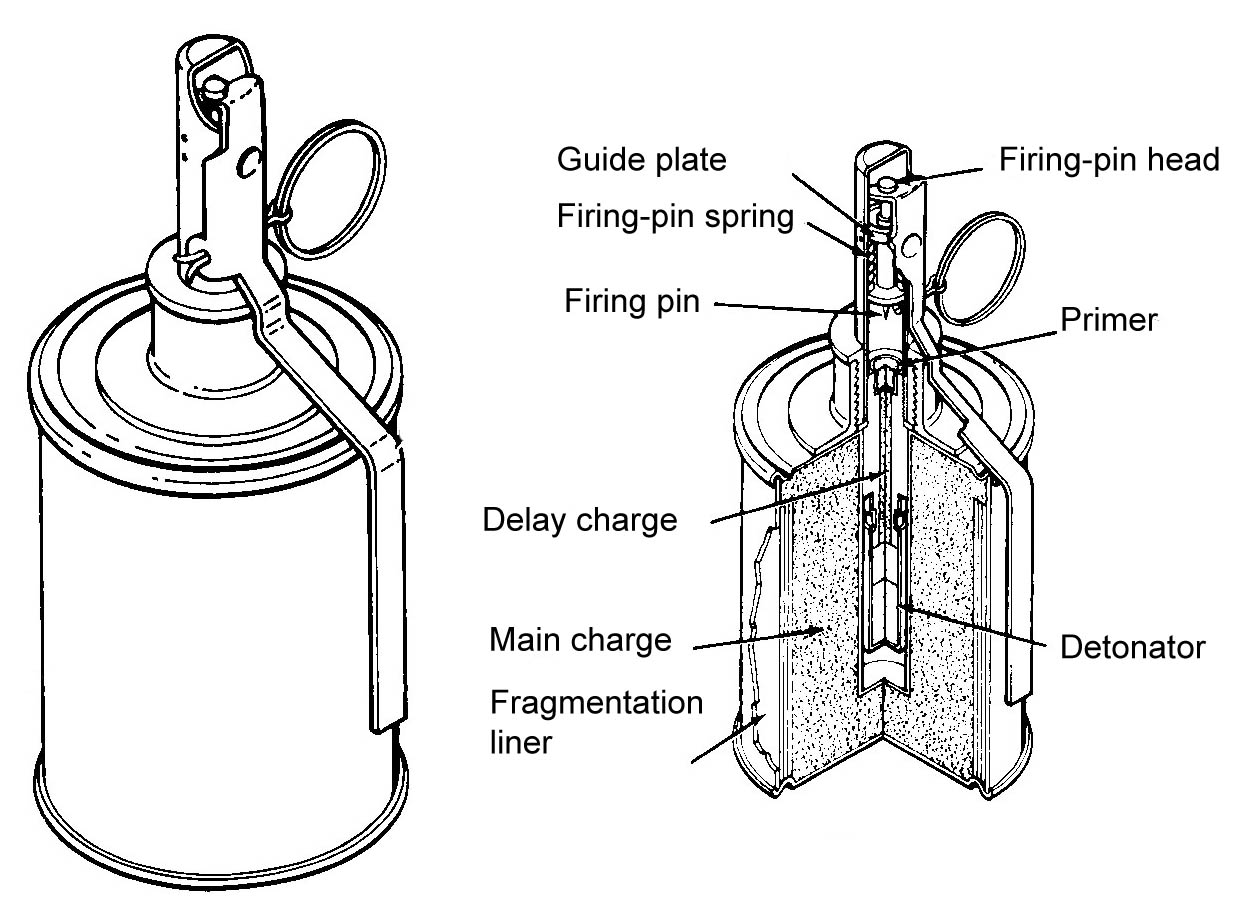
Diagrama de una granada RG-42 y sección de la misma.

La RG-42 contenía unos 200 g de trinitrotolueno dentro de una lata de chapa de acero estampada. Empleaba la espoleta UZRGM con un tiempo de 3,2 a 4 segundos, también empleada en las granadas RGD-5, RG-41 y F-1. Podía ser lanzada a 35-40 m, teniendo un radio letal de unos 10 m. 
El peso total de la granada con su espoleta era de 420 g.
Al contrario de la RGD-33, las piezas de la RG-42 eran sencillas de producir y ensamblar. Solamente la espoleta requería una fabricación especializada y las demás piezas podían ser fácilmente ensambladas a mano por trabajadores no cualificados. Los partisanos producían con frecuencia copias de esta sencilla granada cuando no podían contactar sus fuentes de abastecimiento.

## Usuarios
- Alemania Oriental - Ejército Popular Nacional[2]
- China
- Corea del Norte[3]
- Polonia[4]
- Ucrania - se utilizaron[5] incluso en 2024[6]
- Unión Soviética[1]
- Vietnam del Norte
- Yugoslavia[7]

### Entidades no estatales
- Viet Cong
- Viet Minh